# Bürgermeisterei Lohmar
Die Bürgermeisterei Lohmar war eine von zunächst neun preußischen Bürgermeistereien, in welche sich der 1816 gebildete Kreis Siegburg im Regierungsbezirk Köln verwaltungsmäßig gliederte. 1822 kam die Bürgermeisterei Lohmar zur damals neu gebildeten Rheinprovinz. Der Verwaltung der Bürgermeisterei unterstanden die sechs Gemeinden Lohmar, Altenrath, Breidt, Halberg, Inger und Scheiderhöhe.
Nach dem Ersten Weltkrieg wurde die Bürgermeisterei von alliierten Soldaten besetzt. Diese blieben bis zum 29. Januar 1926.
Auf der Grundlage des preußischen „Gesetzes über die Regelung verschiedener Punkte des Gemeindeverfassungsrechts“ vom 27. Dezember 1927 wurden alle Landbürgermeistereien der Rheinprovinz in „Amt“ umbenannt. Das Amt Lohmar bestand in der Folge bis 1969.
Das Amt Lohmar wurde zum 1. August 1969 aufgrund des Bonn-Gesetzes aufgelöst, aus den Gemeinden Breidt, Halberg, Inger, Lohmar und Scheiderhöhe sowie der Gemeinde Wahlscheid wurde die neue Gemeinde Lohmar gebildet. Die Gemeinde Altenrath wurde der Stadt Troisdorf angegliedert.

## Gemeinden und zugehörige Ortschaften

### Gemeinde Altenrath
Altenrath, Boxhohn, Euelen, Ludwigshütte, Schauenberg, Utzenrath und Witzenbach.

### Gemeinde Breidt
Breidt, Breidtersteegsmühle, Deesem, Geber, Krahwinkel, Weegermühle (in den 1970er Jahren niedergelegt) und Winkel.

### Gemeinde Halberg
Broich, Büchel, Donrath, Eichen, Ellhausen, Gebermühle, Grimberg, Halberg, Höngen, Kreuzhäuschen, Kreuznaaf, Kuttenkaule, Naaferberg, Salgert, Steinhauershäuschen und Weegen.

### Gemeinde Inger
Albach, Algert, Bich, Birk, Breidenbach, Haus Freiheit, Hagen, Heide, Hoven, Inger, Krölenbroich und Neuhausen

### Gemeinde Lohmar
Jabach, Lohmar, Lohmarhohn und Rothenbach

### Gemeinde Scheiderhöhe
Bach, Berfert, Brückerhof, Feienberg, Gammersbach, Gammersbacher Mühle, Hagerhof, Hammersch, Hammerschbüchel, Helmgesmühle, Heppenberg, Hitzhof, Hoverhof, Höngesberg, Kellershohn, Kirchscheid, Klasberg, Knipscherhof, Kreuzhäuschen, Meigerhof, Meigermühle, Muchensiefen, Oberscheid, Pützrath, Reelsiefen, Rodderhof, Rottland, Scheiderhöhe, Scherferhof, Schiffarth, Schöpcherhof, Sottenbach, Haus Sülz und Wielpütz

## Statistik 1830
Nach der „Topographisch-Statistischen Beschreibung der Königlich Preußischen Rheinprovinz“ aus dem Jahr 1830 gehörten zur Bürgermeisterei 23 Dörfer, ein Rittersitz, 36 Höfe und zehn Kotten, weiterhin fünf Kirchen und Kapellen, zwölf öffentliche Gebäude, 622 Privatwohnhäuser und sechs Mühlen. Im Jahr 1816 wurden in den sechs zugehörenden Gemeinden insgesamt 3364 Einwohner gezählt, 1828 waren es 3588 Einwohner darunter 1811 männliche und 1777 weibliche; 3371 Einwohner gehörten dem katholischen, 189 dem evangelischen und 28 dem jüdischen Glauben an.

## Verwaltung
1910 waren neben dem Bürgermeister, zwei Beigeordneten und sechs Gemeindevorstehern ein Gemeinde-Empfänger und ein Bürgermeistersekretär beschäftigt, für die Ordnung sorgten ein Polizeisergeant, ein Gemeindeförster und ein Flurhüter.